# Pseudosyllidia armata
Pseudosyllidia armata är en ringmaskart som beskrevs av Voldemar Czerniavsky 1882. Pseudosyllidia armata ingår i släktet Pseudosyllidia och familjen Hesionidae. Inga underarter finns listade i Catalogue of Life.